# Merga treubeli
Merga treubeli is een hydroïdpoliep uit de familie Pandeidae. De poliep komt uit het geslacht Merga. Merga treubeli werd in 1996 voor het eerst wetenschappelijk beschreven door Schuchert. 